# Lee Wilkie
Lee Wilkie (né le 20 avril 1980 à Dundee, Écosse) est un joueur de football international écossais, qui évoluait au poste de défenseur central.

## Carrière en club
Sa carrière de joueur s'est intégralement déroulée (mise à part les périodes de prêt) dans les deux clubs rivaux de la ville de Dundee : Dundee FC tout d'abord, puis Dundee United. D'ailleurs, Wilkie est un fan de toujours de Dundee United, alors qu'il a passé tout le début de sa carrière dans le club rival.
Victime de deux graves blessures aux ligaments croisés antérieurs en janvier 2004 (survenue ironiquement lors d'un match contre Dundee United) et en avril 2005, il se retrouve sans possibilité d'être opéré. Il entreprit alors de renforcer au maximum les muscles de son genou pour compenser son problème ligamenteux, en espérant pouvoir continuer à jouer.
Toutefois, face à l'incertitude le concernant, il rompt son contrat avec Dundee FC pour en signer un avec son club de cœur, Dundee United, le 10 octobre 2006. Il s'agissait d'un contrat un peu particulier de type pay as you play, où il ne recevait un salaire que s'il jouait effectivement des matches.
Le manager de Dundee United, Craig Levein l'envoya tout d'abord se tester et récupérer du temps de match dans des divisions inférieures grâce à un prêt à Ross County. Il joua finalement son premier match avec Dundee United le 20 janvier 2007, contre Kilmarnock (défaite 1-0). À l'issue de ce match, il exprima de grands doutes quant à sa capacité à poursuivre sa carrière au plus haut niveau.
Toutefois, chemin faisant, il joua quatre années avec Dundee United, étant même capitaine à partir de février 2008 et le départ de Barry Robson. Finalement, il décida de mettre un terme à sa carrière à la suite de la saison 2009-2010, ayant tout de même joué 81 matches au plus niveau avec son club.

## Carrière internationale
Durant sa carrière, il connaît 11 sélections avec l'Écosse, toutes avant le début de ses problèmes de ligaments.
Toutefois, en novembre 2007, au vu de ses bonnes prestations après son retour, il se vit proposer une sélection en Écosse B, sélection qu'il refusa car il ne pensait pas être revenu à un niveau de forme international.

### Détail des sélections
| Sélection | Dates            | Stades, Villes, Pays                                | Matchs, Compétitions                       | Résultats | Adversaires    | Titulaire/Remplaçant                       | Maillot n° |
| --------- | ---------------- | --------------------------------------------------- | ------------------------------------------ | --------- | -------------- | ------------------------------------------ | ---------- |
| 1re       | 20 mai 2002      | Hong Kong Stadium, Hong Kong, Chine                 | Reunification Cup                          | D 0-2     | Afrique du Sud | remplace Gary Caldwell (46e)               | 16         |
| 2e        | 23 mai 2002      | Hong Kong Stadium, Hong Kong, Chine                 | Reunification Cup                          | V 4-0     | Hong Kong      | Titulaire                                  | 16         |
| 3e        | 12 octobre 2002  | Laugardalsvöllur, Reykjavik, Islande                | Éliminatoires de l'Euro 2004               | V 2-0     | Islande        | Titulaire                                  | 3          |
| 4e        | 15 octobre 2002  | Easter Road, Édimbourg, Écosse                      | Match amical                               | V 3-1     | Canada         | Titulaire remplacé par Ian Murray (75e)    | 3          |
| 5e        | 20 novembre 2002 | Estádio Primeiro de Maio, Braga, Portugal           | Match amical                               | D 0-2     | Portugal       | Titulaire remplacé par Scott Severin (83e) | 6          |
| 6e        | 29 mars 2003     | Hampden Park, Glasgow, Écosse                       | Éliminatoires de l'Euro 2004               | V 2-1     | Islande        | Titulaire buteur (70e)                     | 3          |
| 7e        | 2 avril 2003     | S. Dariaus ir S. Girėno stadionas, Kaunas, Lituanie | Éliminatoires de l'Euro 2004               | D 0-1     | Lituanie       | Titulaire                                  | 3          |
| 8e        | 30 avril 2003    | Hampden Park, Glasgow, Écosse                       | Match amical                               | D 0-2     | Autriche       | Titulaire                                  | 2          |
| 9e        | 6 septembre 2003 | Estádio da Luz, Lisbonne, Portugal                  | Éliminatoires de l'Euro 2004               | V 3-1     | Îles Féroé     | Titulaire                                  | 5          |
| 10e       | 15 novembre 2003 | Hampden Park, Glasgow, Écosse                       | Barrages de qualification pour l'Euro 2004 | V 1-0     | Pays-Bas       | Titulaire                                  | 5          |
| 11e       | 19 novembre 2003 | Amsterdam ArenA, Amsterdam, Pays-Bas                | Barrages de qualification pour l'Euro 2004 | D 0-6     | Pays-Bas       | Titulaire                                  | 5          |

## Palmarès
Finaliste de la Coupe d'Écosse avec Dundee FC (2002-2003) et de la Coupe de la Ligue écossaise avec Dundee United (2007-2008).
Élu joueur du mois du championnat d'Écosse en octobre 2007.